# ОСГА-25
ОСГА-25 — единственный в мире пассажирский 150-местный глиссирующий катамаран. Построен в период 1937—1938 гг. Разработка — ОСГА (Опытное строительство глиссеров и аэросаней). В период 1939—1941 гг проходил испытания и выполнял рейсы по маршруту Сочи-Сухуми. В 1942 году взорван при приближении линии фронта.

## Конструкция
Каркас судна выполнен из разных материалов: фермы моста и силовые каркасы корпусов лодок сварены из стальных труб, промежуточные шпангоуты, кильсоны и все поддерживающие внешнюю обшивку элементы выполнены из ясеня и сосны. Обшивка  ниже ватерлинии выполнена из специально разработанного материала — армированного текстолита. Обшивка бортов выше ватерлинии и настилы выполнены из бакелитовой фанеры. Винты отлиты из особо-прочного сплава ридель-бронзы. Переборки и стенки машинных отделений имели 100 мм слой шумопоглощающей изоляции — в пассажирских помещениях можно было разговаривать, не повышая голоса.

## Движитель
Для движения вперёд использовались четыре бензиновых двигателя «ГМ-34» (ГАМ-34), по два в каждом корпусе, с суммарной мощностью, отдаваемой на четыре винта, 2100 л. с. (по другим данным — 3000 л. с.). Для заднего хода установлено было два дополнительных автомобильных двигателя «ГАЗ-М1» по 50 л. с. каждый. Они же использовались для пуска основных двигателей и маневрирования в порту на малых скоростях.

## Характеристики
Пассажировместимость: 150 (по другим данным 130) чел.
Команда: 12 чел.
Водоизмещение полное: 42 т.
Грузоподъёмность полная/полезная: 19/13 т.
Длина: 24,17 метра.
Ширина: 12,3 метра.
Осадка: 1,42 метра.
Во время испытаний была установлена максимальная скорость глиссера без нагрузки 96 км/ч, с полной нагрузкой — 86 км/ч. Расчётная (эксплуатационная) скорость при перевозке пассажиров — 70 км/ч.